# Mazda RX-7
Der Mazda RX-7 ist ein Sportwagen von Mazda, der von Frühjahr 1978 bis Sommer 2002 produziert wurde. Die Besonderheiten des RX-7 sind sein Wankelmotor und seine Klappscheinwerfer.
In den knapp 25 Jahren der gesamten Baureihe entstanden 811.000 Fahrzeuge.

## RX-7/Savanna (SA22C, 1978–1981)
Im März 1978 brachte Mazda den RX-7 (interne Werksbezeichnung: SA2) auf den Markt. An den Kritikpunkten wie Verbrauch und Haltbarkeit des Kreiskolbenmotors setzte der damalige Entwicklungschef Kenichi Yamamoto an und verbesserte diese Eigenschaften nachhaltig. In der ersten Generation erreicht der 2-Rotoren-Wankelmotor (Kammervolumen 573 cm³, Hubraumäquivalent 2293 cm³) eine Leistung von 77 kW (105 PS) bei 6000 Umdrehungen pro Minute und ein maximales Drehmoment von 147 Nm bei 4000 Umdrehungen pro Minute.
Als der Mazda RX-7 erschien, war die Zeit des Wankelmotors beinahe beendet. Mazda hatte bis 1978 fast jedes Modell wahlweise auch mit Wankelmotor im Programm. In diesem Jahr sollten bis auf den Mazda 929 alle Modelle mit Wankelmotor auslaufen. Der hohe Verbrauch, die gestiegenen Benzinpreise seit der Ölkrise und die schlechte Reputation der NSU-Motoren hatten die Kaufinteressenten verunsichert.

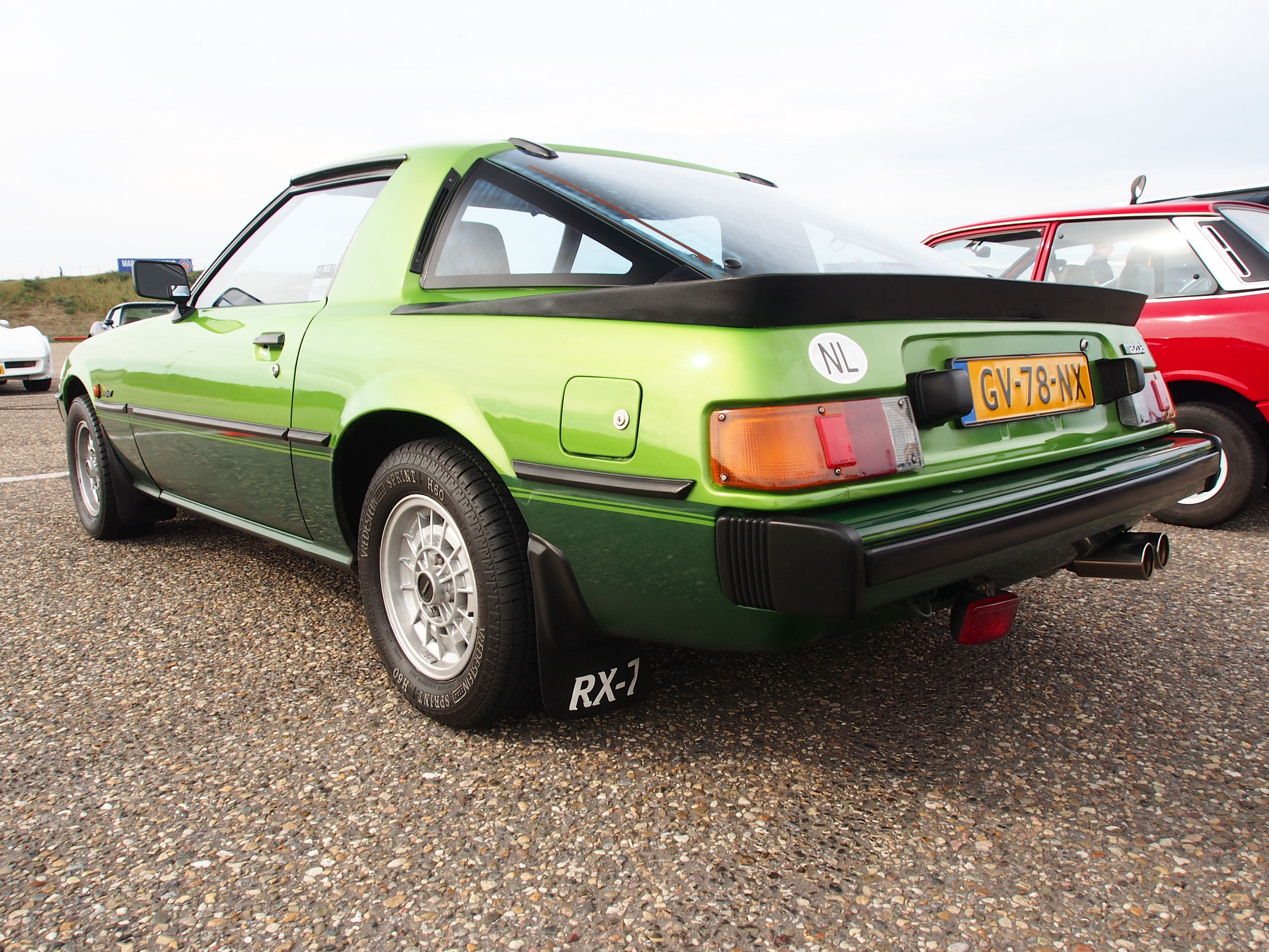
Heckansicht

Andere Hersteller hatten sich längst vom Wankelmotor getrennt: Der NSU Ro80 lief bereits im Frühjahr 1977 das letzte Mal vom Band. Mercedes hatte die Entwicklungen ebenfalls Mitte der 1970er eingestellt, obwohl man dort den spektakulären Mercedes-Benz C111, einen Publikumsmagneten auf vielen Automessen, entwickelt hatte.
Trotzdem sollte dies nicht das Ende des Wankelmotors sein, denn der RX-7 wurde zu einem Markterfolg im Bereich der Sportwagen. In Deutschland war der RX-7 für die vergleichsweise günstige Summe von 22.186 DM zu haben. Damit wurde er zu einem ernsten Konkurrenten des Porsche 924, der 6.000 DM teurer war. Auf dem Hauptmarkt USA fiel der Preisunterschied zwischen RX-7 und 924 mit 7.195 zu 11.995 US-Dollar (1979) noch größer aus.
Das Fahrwerk ist nicht spektakulär (MacPherson-Federbeine an der Vorderachse und eine sauber geführte Starrachse mit Schraubenfedern hinten). Dennoch kann das Fahrverhalten als sehr gut und einfach beherrschbar bezeichnet werden, bedingt durch den Wankelmotor, der sehr klein und leicht gebaut ist, dadurch einen sehr tiefen Schwerpunkt ermöglicht und die fast perfekte Gewichtsverteilung von Vorderachse zu Hinterachse von 52:48 Prozent erlaubt. Bei einem Gewicht von nur 1050 kg sind zumindest für damalige Verhältnisse Sportwagenwerte erreichbar: 10 Sekunden auf 100 km/h und 192 km/h Spitze. Ausdrehen des Motors bis 7000/min ist dank des vibrationsfreien Laufs angenehm, denn anders als bei Hubkolbenmotoren tritt beim Zweischeibenwankelmotor (mit 2×573 cm³ Kammervolumen) kein Dröhnen auf. Allerdings verhält sich der Motor bei niedrigen Drehzahlen weit weniger angenehm.
| Mazda                                       | RX-7                                                                                       |                                  |
| ------------------------------------------- | ------------------------------------------------------------------------------------------ | -------------------------------- |
| Motor:                                      | Zweischeiben-Kreiskolbenmotor (Lizenz Wankel), Leichtmetall                                |                                  |
| Kammervolumen:                              | 573 cm³                                                                                    |                                  |
| Leistung bei 1/min:                         | 95,5 kW (130 SAE-PS) bei 7000 bzw. 77 kW (105 DIN-PS) bei 7000                             |                                  |
| Max. Drehmoment bei 1/min:                  | 167 Nm bei 4000                                                                            |                                  |
| Verdichtung:                                | 9,4:1                                                                                      |                                  |
| Gemischaufbereitung:                        | 1 Fallstrom-Vierfachvergaser                                                               |                                  |
| Kühlung:                                    | Wasserkühlung                                                                              |                                  |
| Getriebe:                                   | Vierganggetriebe a.W. Fünfganggetriebe oder Dreistufenautomatik Hinterradantrieb           |                                  |
| Radaufhängung vorn:                         | MacPherson-Federbeinachse, untere Querlenker mit Zugstreben, Schraubenfedern, Stabilisator |                                  |
| Radaufhängung hinten:                       | Starrachse, Doppellängslenker, Wattgestänge, Schraubenfedern, a.W. Stabilisator            |                                  |
| Bremsen:                                    | Scheibenbremsen vorne, Trommelbremsen hinten                                               |                                  |
| Lenkung:                                    | Kugelumlauflenkung                                                                         |                                  |
| Karosserie:                                 | Stahlblech, selbsttragend                                                                  |                                  |
| Spurweite vorn/hinten:                      | 1420/1400 mm                                                                               |                                  |
| Radstand:                                   | 2420 mm                                                                                    |                                  |
| Abmessungen:                                | 4265–4285 × 1650–1675 × 1260 mm                                                            |                                  |
| Leergewicht:                                | 1005–1095 kg                                                                               |                                  |
| Höchstgeschwindigkeit:                      | ca. 200 km/h                                                                               |                                  |
| 0–100 km/h:                                 | 9 s (Automatik 11 s)                                                                       |                                  |
| Verbrauch (Liter/100 Kilometer, US-Zyklus): | 10,2 N                                                                                     |                                  |
| Preis: DM SFr                               | DM 22.740 (02/79) 21.000 (02/79)                                                           | DM 22.740 (02/79) 21.000 (02/79) |

## RX-7 (FB2, 1981–1985)
Die im Frühjahr 1981 durchgeführte Änderung lag hauptsächlich an einer Leistungssteigerung des Wankelmotors. Die überarbeitete Version erreichte eine Leistung von 85 kW (115 PS) bei 6000/min und ein Drehmoment von 152 Nm bei 4000/min. Des Weiteren wurden auch hinten Scheibenbremsen verbaut und die Innenausstattung aufgewertet.
Die Modelle von Frühjahr 1981 bis Ende 1983 kann man an den Rotary-Felgen erkennen. Ab Anfang 1984 gab es dann größere Räder im Format 205/60R14 und eine erneut aufgewertete Innenausstattung.
Die Fahrleistungen, dank geringen Gewichts und guten cw-Werts, sind selbst heute noch ansehnlich. Es gab nicht viele Autos, die mit nur 85 kW (115 PS) in der Lage waren, über 200 km/h Spitzengeschwindigkeit zu erreichen und in unter neun Sekunden auf 100 km/h zu beschleunigen. Der recht günstige Preis in den USA und die Laufruhe und Zuverlässigkeit des dort „Rotary Motor“ genannten Wankels trugen zum Erfolg des Wagens bei.

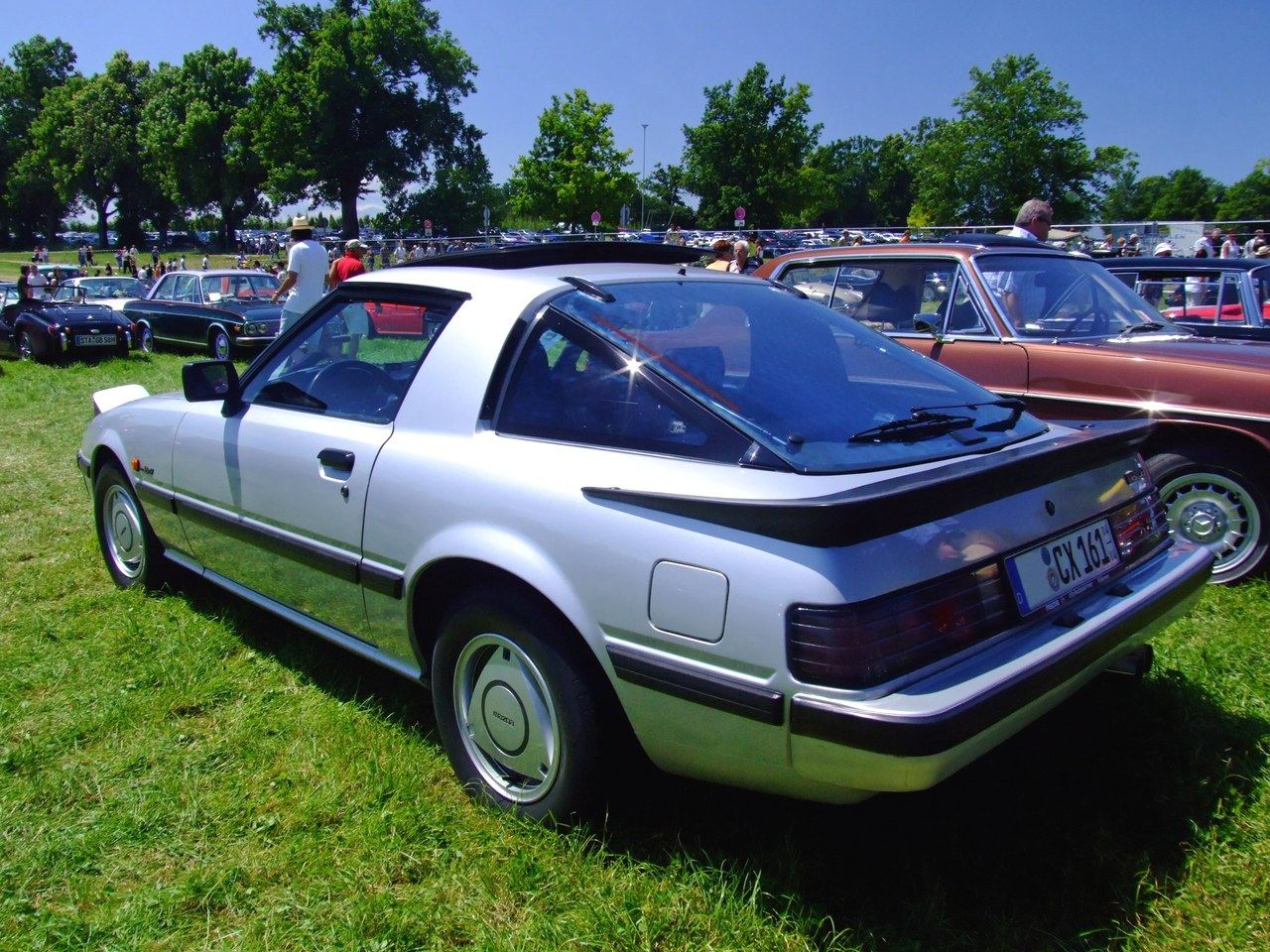
Heckansicht

Bei den Nachfolgemodellen (FC und FD) folgte man dem Trend und ließ den RX-7 größer, schwerer und aufwändiger werden, womit das Fahrzeug aber auch erheblich teurer wurde. Somit grenzte sich der Kreis der Käufer ein, und die Verkaufszahlen gingen deutlich zurück. Mit dem Mazda MX-5 erinnerte sich Mazda aber an das so erfolgreiche Konzept des leichten, agilen und preiswerten Sportwagens und belebte das Roadster-Segment neu.
Es wurden mehr als 471.000 Exemplare dieser ersten beiden Generationen produziert. Damit handelt es sich um das erfolgreichste Wankelfahrzeug.

## RX-7 (FC3S, 1985–1991)
Im Oktober 1985 wurde der komplett überarbeitete RX-7 mit der japanischen Bezeichnung FC3S auf dem japanischen Markt vorgestellt und stand kurze Zeit später bei den Händlern. Erhältlich war er in Japan in den Ausstattungsvarianten GT, GT-R, GT-Limited und GT-X.

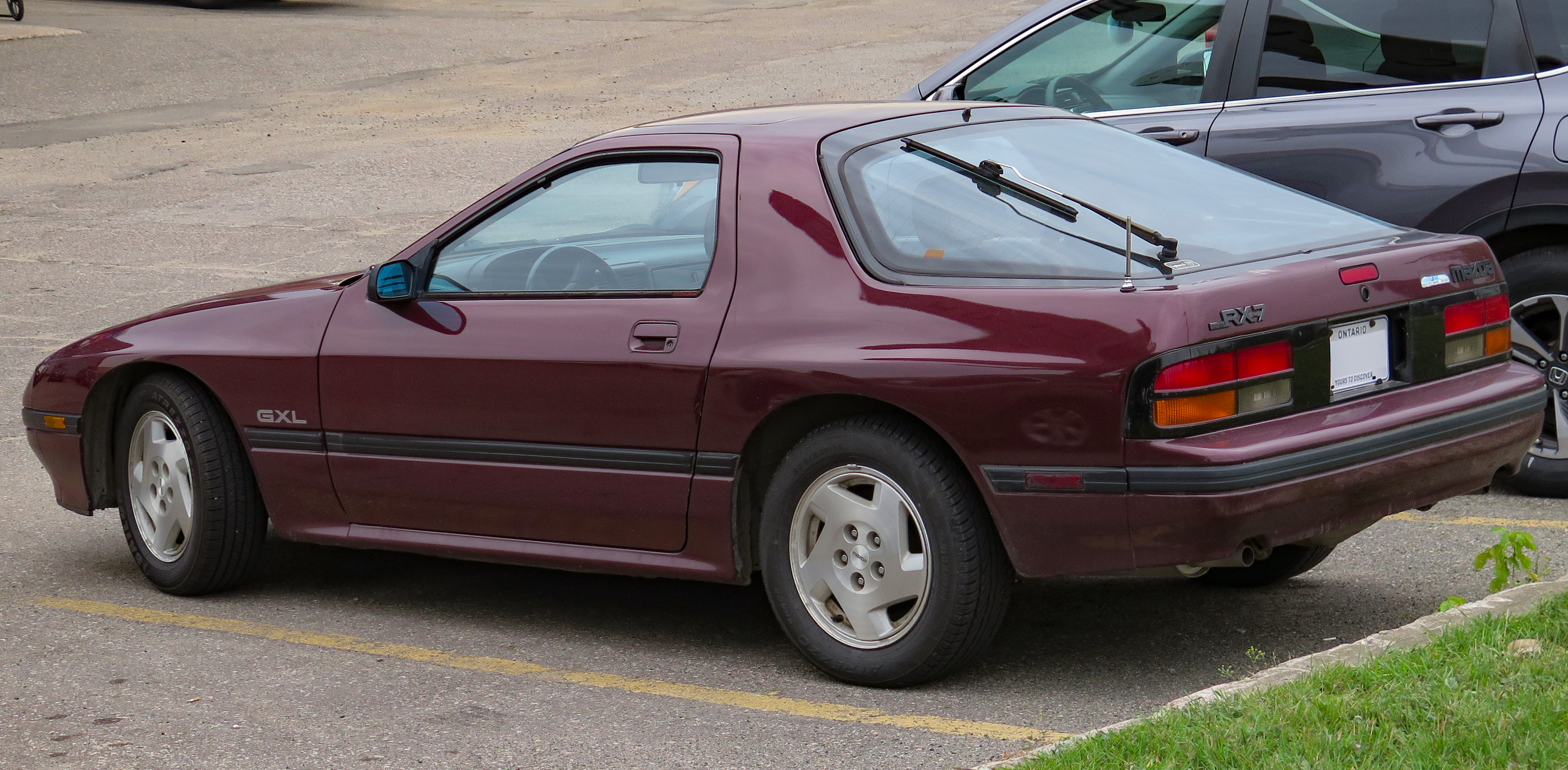
RX-7 (FC3S), Heckansicht

### Japan
Auf dem japanischen Markt wurde nur die turboaufgeladene Version des überarbeiteten 13B-Wankel-Motors angeboten. Dieser Motor leistete 136 kW (185 PS) und war später auch in Deutschland erhältlich, hier jedoch mit 132 kW (180 PS). Dabei handelte es sich um den aus Japan bekannten Motor, welcher jedoch durch einen Vorkatalysator, einen überarbeiteten Hauptkatalysator und eine geänderte Kaltlaufsteuerung weniger Leistung brachte.
Die Entwickler bei Mazda widmeten sich bei diesem Motor besonders der Aufladung. So wurde zur Verbesserung des Ansprechverhaltens die  Twin-Scroll-Technik angewandt.  Als Turbolader setzte Mazda auf einen Hitachi-HT18-Lader, der öl- und wassergekühlt ist.

### Europa
Im Februar 1986 stellte Mazda den neuen RX-7 in Europa vor, der damalige Maßstäbe, die für normale Personenwagen galten, weit hinter sich lassen sollte. Die Modellbezeichnung war in Europa FC. Das neue Design der Karosserie war stark an Porsche-Fahrzeuge, besonders der Modellreihe 944, angelehnt. Der Motor leistet in einer Saugerversion 110 kW (150 PS). 1987 folgten turbogeladene Motoren mit 132 kW (180 PS) und ab 1989 mit 147 kW (200 PS). Nach 1989 wurden auf dem deutschen Markt keine Saugversionen mehr angeboten.
Der Wagen wurde gegenüber dem Vormodell mit einem deutlich aufwändigeren Fahrwerk ausgerüstet: Einzelradaufhängung rundum sowie eine mitlenkende Hinterachse und größere 15-Zoll-Räder (ab 132 kW/180 PS 16-Zoll-Räder) wurden der Mehrleistung gerecht.

### Modellpflege
1988 erschien eine Cabriovariante, die es bis 1989 in der 110 kW (150 PS) starken Saugerversion und bis 1991 in der 147 kW (200 PS) starken Turboversion gab.

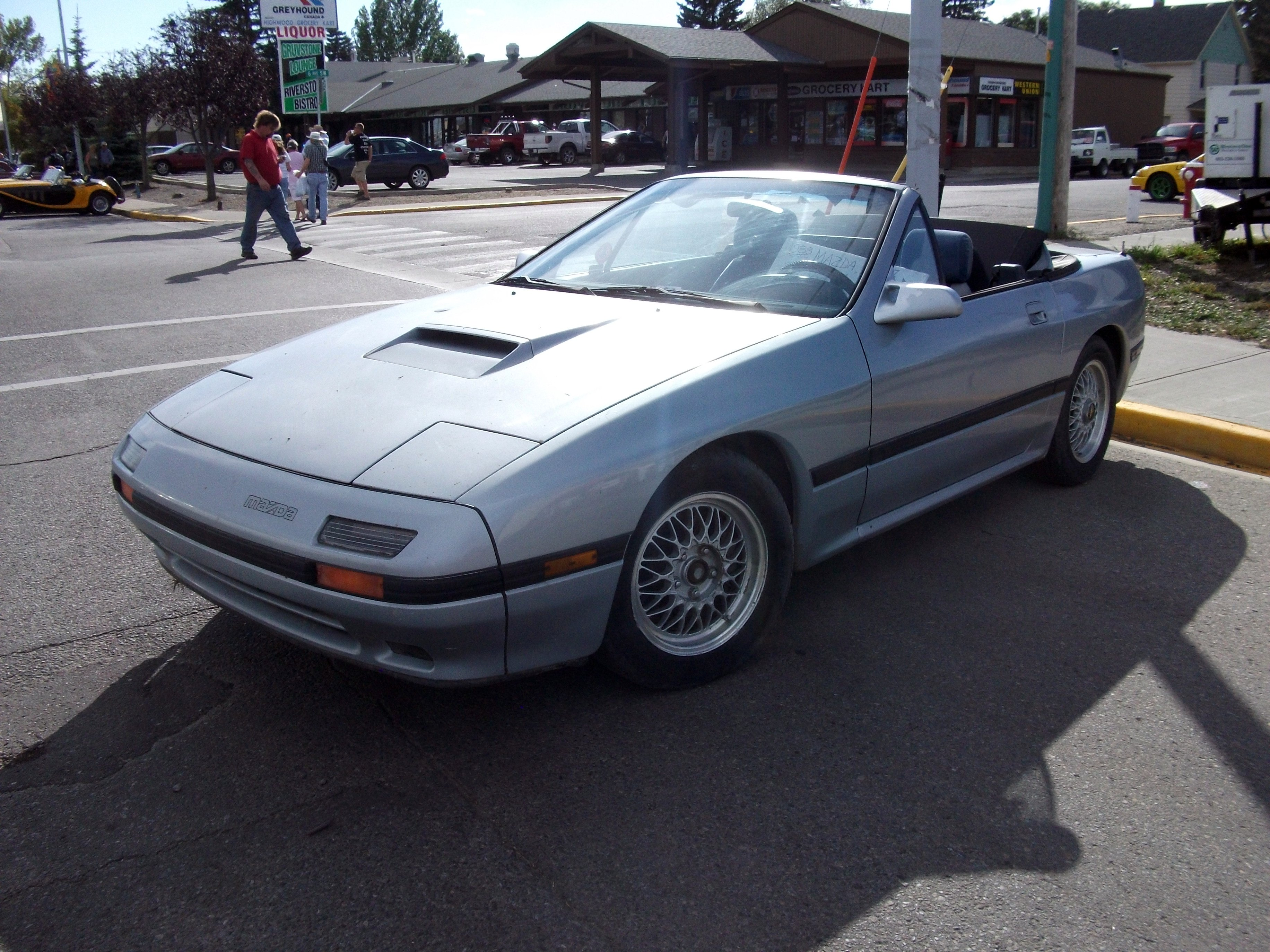
Mazda RX-7 Cabriolet (1989–1991)
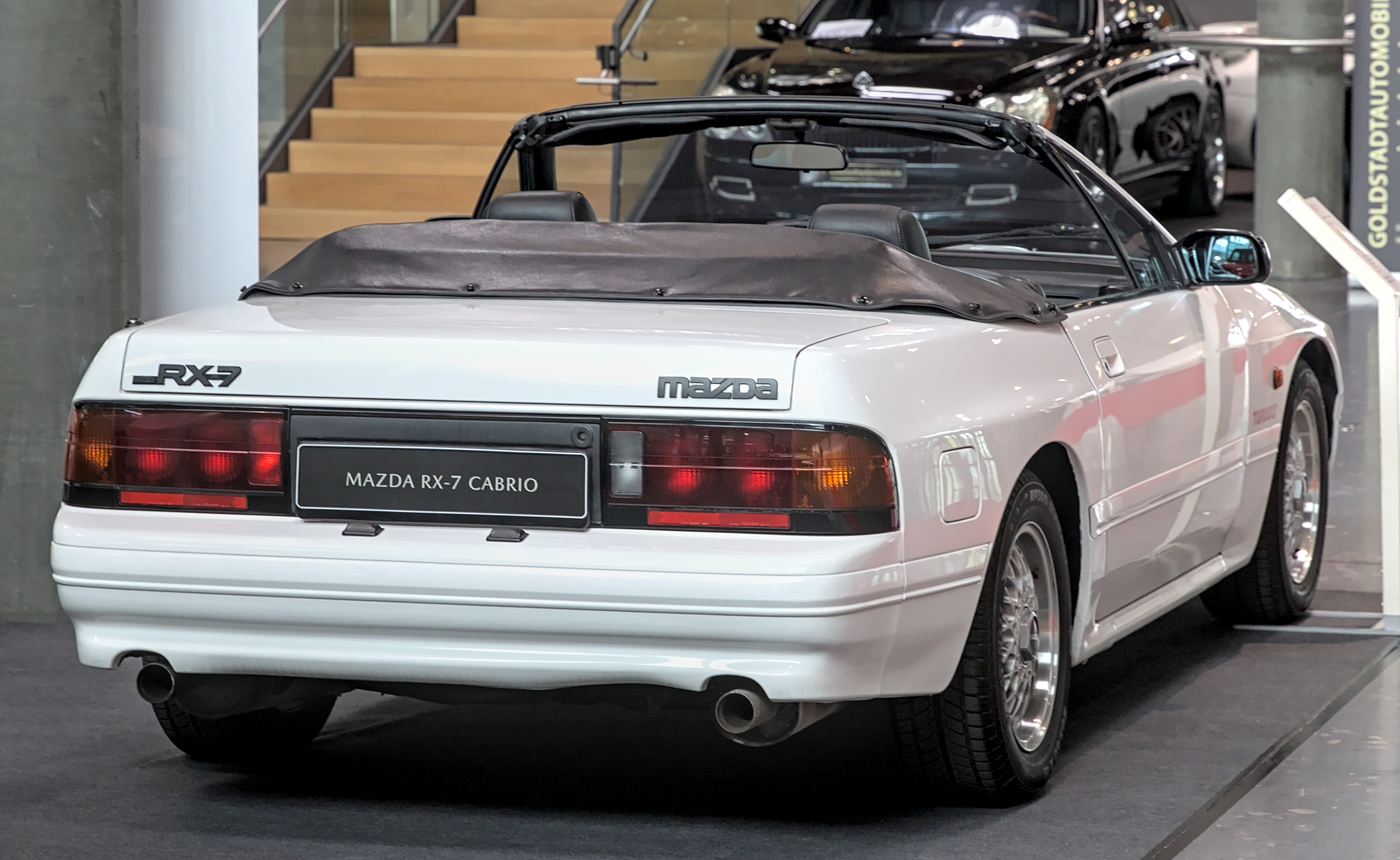
Heckansicht

Im März 1989 wurde die FC-Baureihe überarbeitet. Die neue Version leistete in Japan 151 kW (205 PS). Die wichtigsten technischen Änderungen waren die Erhöhung der Verdichtung auf 9,0:1, Einsatz von härteren Steuerzahnrädern für die Läufer, Einführung einer elektronisch gesteuerten Ölzufuhr für die Schmierung der Dichtleisten, Verbesserung der Gasführung des Twin-Scroll-Laders, Änderungen in der Motorelektronik, Verbesserung der Strömung im Ansaugkrümmer, stärkere Auslegung des Getriebes und Differentials. Auch das Fahrwerk wurde leicht verändert, im Besonderen waren die Stabilisatoren und Stabilisatoranbauteile von der Änderung betroffen.

### Motoren
Die Modelle mit 110 kW beschleunigen in rund 8,5 Sekunden auf 100 km/h und erreichen eine Höchstgeschwindigkeit von 210 km/h. Beim 132 kW leistenden Aggregat liegt die Beschleunigung bei sieben Sekunden auf 100 km/h, die Höchstgeschwindigkeit steigt auf 230 km/h.
Der 147 kW starke Motor wurde ab März 1989 auch als Cabrio angeboten, welches das (nach dem NSU Wankel-Spider von 1964) zweite und bislang letzte serienmäßige Cabrio mit Wankelmotor war. Es erreicht eine Höchstgeschwindigkeit von 235 km/h. Das Coupé braucht rund sechs Sekunden von 0 auf 100 km/h und wird mit einer Höchstgeschwindigkeit von 240 km/h angegeben. Die Zeit für die viertel Meile wurde in einem Test von „Road & Track“ 1990 mit 14,5 Sekunden angegeben und lag somit auf dem Niveau der damaligen Corvette.
Mit dem kompakten und leichten 2-Scheiben-Wankelmotor, der hinter der Vorderachse eingebaut ist, erreichte man eine sehr gute Gewichtsverteilung und somit ein hervorragendes Handling. Die Straßenlage des RX-7FC konnte sich mit allen Sportwagen der damaligen Zeit messen. Das Fahrwerk hatte damals schon leichte Leichtmetall-Querlenker und die Bremse Vierkolben-Bremssättel, die für gute Verzögerungswerte sorgten.
Anfang 1991 erschien in Japan die Sonderversion der FC-Modellreihe, limitiert auf 300 Fahrzeuge mit der Bezeichnung InfiniIV. Die Motorleistung lag bei dieser Version bei 158 kW (215 PS). Infini-Modellreihen sind bei vielen RX-7-Liebhabern begehrte Sammlerobjekte.
Von dieser Modellgeneration entstanden rund 272.000 Fahrzeuge.
Der Nachfolger RX-7 FD löste ab Anfang 1992 den RX-7 FC in Deutschland ab.

## RX-7 (FD3S, 1991–2002)
Der RX-7 (Code: FD) stellte die konsequente Weiterentwicklung zum Vorgänger dar. Mit einem erneut verbesserten und immer noch turbogeladenen 13B-REW-Wankelmotor wurde in der letzten Ausbaustufe eine Leistung von 206 kW (280 PS) bei 6500/min und ein maximales Drehmoment von 314 Nm bei 5000/min erreicht.
Der FD war das leistungsstärkste Modell aus der RX-7-Reihe und überzeugte mit besonderen Details wie einer üppig dimensionierten Bremsanlage und Schalensitzen.
In Deutschland wurde dieser RX-7 nur von Frühjahr 1992 bis Anfang 1996 angeboten, ehe neue Abgasvorschriften den Verkauf von Neuwagen dieses Typs unmöglich machten. Unter anderem führte der damals relativ hohe Neupreis ab 85.000 DM dazu, dass nur wenige Fahrzeuge in Deutschland verkauft wurden.
Das deutsche Modell hat folgende technische Daten:
- 2-Scheiben Wankelmotor mit 1308 cm³ (2 × 654 cm³) – Äquivalent zum Hubkolbenmotor 2616 cm³[4]
- Leistung: 176 kW/239 PS bei 6500/min.
- Drehmoment: 294 Nm bei 5000/min.
- Beschleunigung 0–100 km/h: 5,3 s
- Höchstgeschwindigkeit: 250 km/h
- cw-Wert: 0,31[5]
- Leergewicht: 1300 kg
- Verbrauch [Liter/100 km]: 16,0 l (Stadt); 7,6 l (90 km/h); 9,6 l (120 km/h); 11,1 l (Drittelmix)
- Kraftstoff: Super 95 Oktan

Zuletzt wurde der RX-7 nur noch in Japan angeboten. Da dies die letzte und leistungsfähigste Baureihe des RX-7 war, ist das Modell heute ein gesuchtes Sammlerstück. In Japan war der RX-7 unter anderem auch im Modellprogramm der Marke Ẽfini vertreten.

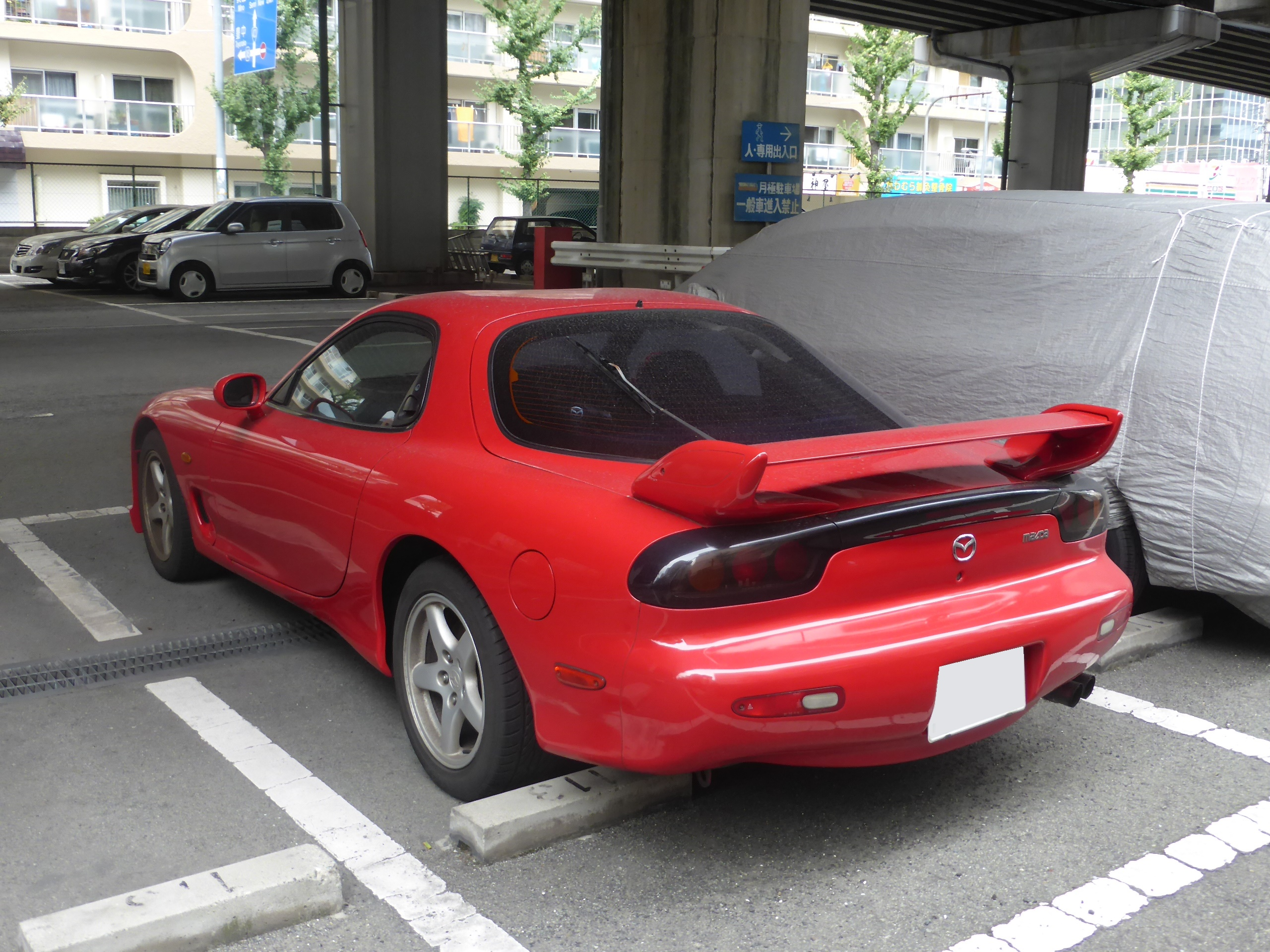
Heckansicht

Mazda baute sechs Versionen des FD3S:
- Variante 1: 10/1991–08/1993
- Variante 2: 08/1993–03/1995
- Variante 3: 03/1995–01/1996
- Variante 4: 01/1996–12/1998
- Variante 5: 12/1998–10/2000
- Variante 6: 10/2000–08/2002

Die letzten gebauten RX-7 wurden als Sonderversion Spirit R verkauft.
Insgesamt entstanden von dieser letzten Generation weniger als 69.000 Exemplare.
Der Wankelmotor des RX-7 erreicht ohne Probleme Laufleistungen von 200.000 km.